# Білуга (рід)
Білуга (лат. Huso) — рід риб родини Осетрових. Складається з двох видів:
- Huso dauricus (Georgi, 1775) — Калуга
- Huso huso (Linnaeus, 1758) — Білуга